# Paus Zosimus
Zosimus (? - 26 december 418) was de 41ste paus van de Katholieke Kerk. Hij zou een Griek zijn en de zoon van een verder onbekende Abram. Dit doet vermoeden dat hij van oorsprong Jood was. Verder is niets over zijn leven tot zijn korte pontificaat bekend.
Een belangrijke kwestie die tijdens zijn pontificaat begon was het herorganiseren van de kerkprovincie Gallië. Na het onrechtmatig afzetten van bisschop Hero van Arles, gevolgd door het aanstellen van Patroclus, door generaal Constantius, was hier een twist over de macht ontstaan. Door slimme politiek van Patroclus won deze de gunst van de paus, zodat snel besloten werd hem de rechtmatige bisschop van Arles te maken. Bovendien werd de bisschop van Arles de belangrijkste van de kerkprovincie gemaakt, wat door de bisschoppen van Vienne, Marseille en Narbonne als een aantasting van hun machtsbasis gezien werd. Nog tot het pontificaat van Leo I zou het duren voordat er definitief een einde aan de twist kwam.
Ook kampte Zosimus met problemen met betrekking tot het pelagianisme van Caelestius en Pelagius. Deze leer was door Zosimus' voorganger Innocentius I veroordeeld, maar Pelagius en Caelestius tekenden protest aan. In de San Clemente te Rome werd in 417 een bijeenkomst gehouden, waarop Caelestius op dezelfde gronden als in 411 te Carthago beschuldigd werd van ketterij. Hem werd gevraagd dit te ontkennen. Dit weigerde Caelestius echter, maar tegelijkertijd legde hij een geloofsbelijdenis af die door de aanwezigen goedgekeurd werd. Dientengevolge werd de uitspraak van de bisschoppen te Carthago voorbarig genoemd. Zosimus besloot dat eenieder die nog verdere aanklachten wilde uiten tegen Caelestius, dit binnen twee maanden moest doen. Feitelijk betekende dit vrijspraak. Pelagius kwam schriftelijk in het verweer tegen zijn veroordeling, ook met een geloofsbelijdenis en ook hij werd vrijgesproken. Al snel volgde een brief van aartsbisschop Aurelius van Carthago, waarin uitgelegd werd hoe Caelestius en Pelagius de paus misleid zouden hebben. Dit leidde uiteindelijk samen met de vervolging van pelagianen door keizer Honorius tot een uiteindelijke verwerping van het pelagianisme, ook door Zosimus zelf in zijn Epistola Tractoria, die grotendeels verloren is gegaan.
Ook vaardigde Zosimus een decreet uit dat priesters verbood een taveerne binnen te gaan. Verder zijn er uitgebreide correspondenties met de kerkprovincies bewaard gebleven. Na zijn dood werd Zosimus begraven in de San Lorenzo in Agro Verano, een grafkerk. Zosimus wordt als heilige vereerd. Zijn gedenkdag is 26 december.
Cursief: tegenpaus